# Aydın Güleş
Aydın Güleş (* 1. März 1944 in Trabzon) ist ein ehemaliger türkischer Fußballspieler und -trainer. Durch seine langjährige Tätigkeit für Galatasaray Istanbul wird er sehr stark mit diesem Verein assoziiert. Auf Fan- und Vereinsseiten wird er als einer der legendären Spieler der Klubgeschichte aufgefasst. Er war ein wichtiger Bestandteil jener Mannschaft, die in den Spielzeiten 1970/71, 1971/72 und 1972/73 dreimal in Folge die türkische Meisterschaft gewann und in der ersten Hälfte der 1970er den türkischen Fußball dominierte.

## Spielerkarriere

### Verein
Güleş begann in seiner Heimatstadt Trabzon mit dem Fußballspielen. 1960 wurde er vom örtlichen Amateurklub Trabzon 24 Şubat SK verpflichtet und spielte mit diesem in der regionalen Amateurliga. Nach zwei Spielzeiten wechselte er zu Rize Güneşspor und spielte dann in der regionalen Amateurliga der Nachbarprovinz Rize. Bereits nach einer Saison kehrte er nach Trabzon zurück und begann für Trabzon Yolspor zu spielen.
Im Sommer 1965 wurde Güleş vom Erstligisten PTT Ankara, dem Betriebssportverein der türkischen Post, verpflichtet und wurde mit diesem Wechsel Profifußballer. Bei diesem Verein etablierte er sich auf Anhieb als Stammspieler und gehörte fünf Jahre lang zu den beständigsten Spielern seines Vereins. Er stieg während dieser Zeit auch zum türkischen U-21-Nationalspieler auf.
Für die Saison 1970/71 wurde er zusammen mit seinen zwei Teamkollegen Metin Kurt und Tuncay Temeller von Galatasaray Istanbul verpflichtet. Galatasaray führte eine Revision im Kader durch und stellte neben vielen neuen Spielern mit dem Engländer Brian Birch auch einen neuen Trainer ein. Dieser formte mit der relativ jungen Mannschaft eine schlagkräftige Truppe, die den türkischen Fußball in den nächsten fünf Jahren dominierte. Als erstes gewann man zum Saisonende der Spielzeit 1970/71 die türkischen Fußballmeisterschaft. Güleş stellte mit Muzaffer Sipahi, Ergün Acuner und Ekrem Günalp die erfolgreichste Abwehr der Liga dar, die in der gesamten Saison lediglich 18 Gegentreffer zuließ. Die Mannschaft gewann in den nachfolgenden zwei Spielzeiten erneut die Meisterschaft, in der Spielzeit 1972/73 gar das Double, und schaffte es damit als erste Mannschaft in der türkischen Fußballhistorie dreimal in Folge die Meisterschaft der Süper Lig zu gewinnen. Die nachfolgenden Jahre verliefen eher enttäuschend für die Mannschaft und Güleş. Die Spielzeit 1973/74 beendete die Mannschaft hinter den Erwartungen abgeschlagen auf dem 5. Tabellenplatz und 1974/75 wurde der Verein mit fünf Punkten Unterschied zum Meister Fenerbahçe Istanbul Vizemeister. Zum Sommer 1976 wurde man zwar türkischer Pokalsieger, beendete aber die Liga auf dem dritten Tabellenplatz.
Nach diesen für die Vereinsführung enttäuschenden drei Spielzeiten entschied man, eine Revision im Kader durchzuführen und trennte sich von einigen gestandenen Spielern, u. a. von Güleş. So wurde er an den damaligen Partnerverein von Galatasaray, an den Zweitligisten Vefa Istanbul. Nach einer Saison erwog zwar Galatasaray, Güleş wieder zurückzuholen, entschied sich jedoch letztendlich dagegen. So spielte Güleş bei Vefa eine Spielzeit lang und beendete anschließend seine Karriere.

### Nationalmannschaft
Güleş' Länderspielkarriere begann 1967 mit einem Einsatz für die türkische U-21-Nationalmannschaft zu spielen.
Im Rahmen eines Testspiels gegen die bulgarische Nationalmannschaft wurde Güleş im Frühling 1972 Nationaltrainer Coşkun Özarı zum ersten Mal in den Kader der türkischen Nationalmannschaft nominiert. In dieser Partie absolvierte er sein erstes und einziges A-Länderspiel.

## Trainerkarriere
Im Anschluss an seine Fußballspielerkarriere wurde Güleş von seinem alten Verein Galatasaray Istanbul als Trainer der Schulmannschaft des Galatasaray-Gymnasiums. eingestellt.
Im Januar 1981 wurde er bei Beylerbeyi SK als Cheftrainer eingestellt. Im Juni 1981 wurde er bei Galatasaray Istanbul zum Co-Trainer befördert und assistierte damit seinem früheren Cheftrainer Brian Birch. Nachdem Birch im November 1981 entlassen worden war, blieb Güleş auch bei dessen Nachfolger Özkan Sümer Co-Trainer. In dieser Tätigkeit blieb er bis zum Sommer 1982.
Anschließend übernahm er zur Saison 1982/83 den Zweitligisten Edirnespor. Bereits nach einer Saison übernahm er den Zweitligisten Giresunspor.
Später trainierte Güleş diverse Zweit- und Drittligisten wie Babaeskispor und Bakırköyspor.

## Trivia
- Galatasaray Istanbul organisiert seit der Eröffnung des neuen Stadions Türk Telekom Arena, unter der Schirmherrschaft des Hauptsponsors Türk Telekom, vor jedem Heimspiel eine Danksagung für seine ehemaligen legendären Spieler. So wurde am 11. Februar 2012 im Rahmen der Ligabegegnung gegen den Kayserispor Güleş eine Dankesplakette für seine langjährigen Dienste und Erfolge überreicht.[2][3]

- 1996 begann Güleş bei der Tageszeitung Milliyet als Kolumnist zu arbeiten.[4]
- Zudem war er von 1995 bis 1999 als Präsident des Vereins der türkischen Fußballtrainer tätig.[2][3][4]

## Erfolge
Mit Galatasaray Istanbul
- Türkische Meister: 1970/71, 1971/72, 1972/73
- Türkischer Pokalsieger: 1972/73, 1975/76
- Sieger im Türkiye 50.Yıl Kupası: 1973
- TSYD-Istanbul-Pokalsieger: 1970/71

Mit Diyarbakırspor
- Meister der TFF 1. Lig und Aufstieg in die Süper Lig: 1976/77

Mit Çaykur Rizespor
- Meister der TFF 1. Lig und Aufstieg in die Süper Lig: 1976/77

Mit der Türkischen Nationalmannschaft
- ECO-Cup-Sieger: 1974